# Вооружённые силы Венгрии
Вооружённые силы Венгрии (венг. Magyar Honvédség /ˈmɒɟɒr ˈhonveːdʃeːg/, Мо́дёр хо́нвидшиг) — национальные вооружённые силы Венгрии.
Венгерское (мадьярское) слово honvéd — «гонвед» («хонвед») означает «защитник родины» и часто служит для обозначения солдата в воинском звании рядового, а в другом источнике указано что Гонвед (Honved, защитник страны) — древнее (в средние века) название венгерской пехоты. ВС Венгрии включают в себя органы военного управления, Сухопутные войска и Военно-воздушные силы Венгрии и другие формирования. ВС Венгрии отсчитывают свою историю с 16 мая 1848 года, в текущем виде сформированы 15 марта 1990 года.

## История

### Австро-Венгрия

Штандарт вооружённых сил Венгрии

Штандарт Президента Венгрии, Верховного Главнокомандующего

Венгерские отряды самообороны были образованы в ходе Венгерской революции 1848—1849 годов (переворота). В другом источнике указано что в 1848 году, при начале революционного движения мадьяр, название «Гонвед» присвоено было всей венгерской армии, было дано сначала пехоте, а потом также кавалерии и артиллерии, организованной министерством графа Баттиани. Отряды самообороны принимали участие в боях против австрийской армии, а также в подавлении выступлений национальных меньшинств на территории Венгрии, которые также требовали своей независимости. 
В течение 1848 год венгерская армия или Гонвед дошла до 80 000 человек личного состава при 250 орудиях, а в 1849 году её численность составляла до 162 000 человек личного состава, при 488 орудиях.
После подавления восстания (бунта) силы самообороны были распущены, в другом источнике указано что после усмирения Венгрии австрийское правительство распустило Гонвед.
В соответствии с соглашением 1867 года Венгрии было разрешено иметь собственные вооружённые силы (Magyar Királyi Honvédség) в составе имперских вооружённых сил Австро-Венгрии. Для подготовки офицеров венгерской армии была создана военная академия «Людовика». В другом источнике указано что в 1868 году, при разделении Австрийской империи на Австрию и Венгрию, постановлено, что вооруженные силы государства должны состоять из трех частей: действующей армии, общей для империи Австрии и Венгрии, и двух ландверов, совершенно независимых один от другого и от действующей армии, и при этом венгерскому ландверу присвоено название Гонвед (особое венгерское ополчение (второочередные войска)).
Венгерские военнослужащие в составе австро-венгерских войск участвовали в подавлении боксёрского восстания в Китае.
Венгерские воинские части участвовали в Первой мировой войне в составе армии, флота и авиации Австро-Венгрии. После распада Австро-Венгрии осенью 1918 года вооружённые силы Австро-Венгрии прекратили своё существование. 17 октября 1918 года парламент Венгрии разорвал унию с Австрией и провозгласил независимость страны.

### 1918—1920
7 декабря 1918 года румынские войска пересекли границу с Австро-Венгрией южнее города Брашова и заняли его. В тот же день они достигли реки Муреш и заняли города Клуж-Напока и Турда. В результате к началу 1919 года Трансильвания была занята румынскими войсками и в дальнейшем — аннексирована Румынией.
21 марта 1919 года была провозглашена Венгерская Советская Республика, началось формирование Красной гвардии во главе с Матьяшем Ракоши, с 25 марта 1919 года реорганизованную в Красную армию, однако в ходе боевых действий против Румынии, Чехословакии и сторонников восстановления королевства Венгрии советская республика пала, просуществовав всего 133 дня.
9 августа 1919 года новое правительство Венгрии объявило о воссоздании Национальной армии (Nemzeti Hadsereg).
4 июня 1920 года Венгрия подписала Трианонский мирный договор.

### 1920—1938
Гонвед в этот период комплектовался по найму, состоял из 7 бригад:
- 1-я бригада (1. vegyesdandár), штаб в Будапеште
- 2-я бригада (2. vegyesdandár), штаб в Секешфехерваре
- 3-я бригада (3. vegyesdandár), штаб в Сомбатхее
- 4-я бригада (4. vegyesdandár), штаб в Пече
- 5-я бригада (5. vegyesdandár), штаб в Сегеде
- 6-я бригада (6. vegyesdandár), штаб в Дебрецене
- 7-я бригада (7. vegyesdandár), штаб в Мишкольце

5 апреля 1927 года в Риме между Италией и Венгрией был подписан договор «О дружбе, сотрудничестве и арбитраже», в соответствии с которым Италия начала поставки вооружения в Венгрию.
В 1928 году начинается создание бронетанковых подразделений: помимо бронеавтомобилей (использование которых не было запрещено Трианонским мирным договором), для армии закупают три британские танкетки Carden-Lloyd Mk.IV и шесть шведских лёгких танков Strv m21/29. В 1931 году в Италии было закуплено 5 танков FIAT-3000B, в 1934 году — первые 30 танкеток CV33, в 1936 — ещё 110 танкеток CV35. Кроме того, в 1936 году в Швеции был куплен один танк Landsverk L-60.
В 1930-е годы гонвед — название венгерской армии, а министерство гонведа — высший орган управления армией. В эти же годы происходит сближение Венгрии с фашистской Италией и гитлеровской Германией. 2 ноября 1938 года по итогам Венского арбитража Венгрия при поддержке со стороны Германии получила 11927 км² территории Чехословакии с населением 1 млн человек. В 1938 году Венгрия аннулировала ограничения на вооружённые силы, наложенные Трианонским договором. Количество бригад в 1938 было увеличено до 21, в 1939 году — до 24.
24 февраля 1939 года Венгрия присоединилась к «Антикоминтерновскому пакту». В 1939—1940 годы начинается перестройка экономики Венгрии на военные нужды — правительство приняло пятилетнюю программу развития вооружений, под военный контроль были поставлены 900 промышленных предприятий, были увеличены военные расходы (если в 1937—1938 годах они составляли 16 %, то к 1941 году — 36 %).
В марте 1939 года Венгрия оккупировала территорию Чехословакии, ликвидировав провозглашённую здесь республику Карпатская Украина. Несколько позже, 23—31 марта 1939 года Венгрия вела боевые действия против Словакии, захватив часть территории в восточной части Словакии.
1 октября 1939 года в составе вооружённых сил Венгрии был сформирован первый парашютный батальон «Майор Барталан».

### 1940—1945
Во время второй мировой войны в состав вооружённых сил Венгрии входили:
- сухопутные войска (наиболее многочисленный компонент, их численность составляла от 90% до 96% общей численности вооружённых сил страны)[18]
- военно-воздушные силы[18]
- речная флотилия[18]
- пограничные войска[18]

1 марта 1940 года военное министерство Венгрии приняло решение о создании трёх общевойсковых армий и «мобильного механизированного корпуса».
20 ноября 1940 года Венгрия присоединилась к Тройственному пакту, вступив в военный союз с Италией, Японией и Германией.
В ноябре 1940 года начальник штаба ОКХ Ф. Гальдер направил начальнику венгерского генерального штаба Х. Верту письмо с задачей обеспечить участие Венгрии в войне против СССР и Югославии. 30 марта 1941 года начальник венгерского генерального штаба Х. Верт и немецкий генерал Паулюс подписали соглашение о том, что Венгрия берёт на себя обязательства выделить для участия в войне против Югославии 10 бригад к 14 апреля 1941 года.
В апреле 1941 года Венгрия приняла участие во вторжении в Югославию. 12 апреля 1941 года, преследуя отступающие части 1-й югославской армии, венгерские войска заняли район между реками Дунай и Тиса, в дальнейшем, они оккупировали Бачку.
Также, в апреле 1941 года подразделениями венгерской армии была усилена пограничная охрана на границе с Союзом ССР. Непосредственно у линии советско-венгерской границы были оборудованы армейские посты наблюдения, окопы и пулемётные точки, началось развёртывание линий полевой телефонной связи. В начале июня 1941 года пограничная зона на протяжении советско-венгерской границы была передана в ведение военной администрации.
К 22 июня 1941 года вооружённые силы Венгрии насчитывали три полевые армии и отдельный подвижный корпус, 27 пехотных, две моторизованные, две егерские, две кавалерийские и одну горнострелковую бригаду, в составе военно-воздушных сил (пять авиаполков, один дивизион дальней авиационной разведки) имелось 269 боевых самолётов.
До утра 23 июня 1941 года Венгрия ограничивалась активной разведкой территории Советского Союза, не начиная боевых действий. Утром 23 июня 1941 года у пограничного столба № 6 группа из 60 немецких и венгерских солдат перешла границу с СССР, в бой с нарушителями вступила 5-я пограничная застава 95-го погранотряда пограничных войск СССР. В ходе боя советские пограничные наряды отступили от линии границы и закрепились на опушке лесного массива, венгерские солдаты не решились преследовать пограничников и отступили на венгерскую территорию, но противник несколько раз обстреливал и бомбил погранзаставу. Охранявшие границу с Венгрией подразделения 3-й, 4-й и 5-й комендатур 94-го погранотряда с 22 июня 1941 до утра 23 июня 1941 задержали 5 нарушителей границы, 3 из которых были военнослужащими венгерской армии, ещё один - агентом иностранной разведки. В шесть часов утра 24 июня 1941 года с территории Венгрии открыли огонь по 13-й заставе, под прикрытием артиллерийского огня венгерский пехотный батальон перешёл границу и застава вступила с ним в бой, на поддержку заставы прибыл расчёт 76-мм полкового орудия РККА. После почти трёхчасового боя венгерские военнослужащие понесли ощутимые потери и отошли на территорию Венгрии. С утра 25 июня 1941 границу атаковали регулярные части венгерской армии. 27 июня 1941 года Венгрия официально объявила войну СССР.
1 октября 1941 года правительство Венгрии разрешило гражданам Венгрии проходить службу в подразделениях и войсках СС, при этом вербовку и регистрацию добровольцев из числа «фольскдойче» осуществляла немецкая организация «Фольксбунд».
В марте 1942 года новый премьер-министр Венгрии М. Каллаи объявил, что «борьба с большевизмом» является главной задачей Венгрии; выполняя обязательства перед Германией, в апреле 1942 года Венгрия направила в СССР 2-ю венгерскую армию, а в июне 1942 года — обязалась увеличить количество венгерских добровольцев в войсках СС с 20 000 до 30 000 в обмен на награждение земельными участками «ветеранов боевых действий на Востоке».
Кроме того, Венгрия увеличила численность войск, ведущих борьбу с партизанами НОАЮ на оккупированной территории Югославии (к концу 1942 года в операциях против югославских партизан участвовали три венгерские дивизии).
18-19 марта 1944 года при поддержке со стороны Германии в Венгрии была произведена смена правительства. 22 марта 1944 года новое правительство Венгрии обязалось продолжать войну вместе с Германией. Территория Венгрии была оккупирована немецкими войсками, венгерские войска были переданы под немецкое военное командование.
К середине 1944 года общая численность венгерских войск достигла 700 000 человек, количество венгерских войск на восточном фронте постоянно увеличивалось: с 113 тыс. в середине 1943 года до 373 тыс. к середине 1944 года.
15 — 16 октября 1944 года при поддержке со стороны Германии в Венгрии был произведён государственный переворот, к власти пришёл руководитель венгерской фашистской партии «Скрещённые стрелы» Ференц Салаши.
В этот же день, 16 октября 1944 года на сторону СССР перешёл командующий 1-й венгерской армией генерал Б. Миклош с группой офицеров. В дальнейшем, 2 декабря 1944 года в городе Сегед был создан Венгерский фронт национальной независимости, в состав которого вошли Коммунистическая партия Венгрии, Социал-демократическая партия Венгрии, Национально-крестьянская партия, Партия мелких сельских хозяев, Буржуазно-демократическая партия и ряд профсоюзных организаций; в дальнейшем, началось создание местных органов власти — национальных комитетов. 21 — 22 декабря 1944 года в Дебрецене было образовано коалиционное Временное правительство, которое возглавил генерал Б. Миклош. В состав правительства вошли 3 коммуниста, 6 представителей иных партий и 4 беспартийных. 28 декабря 1944 года Временное правительство объявило войну Германии и 20 января 1945 года заключило перемирие с СССР и западными союзниками.
Бои на территории Венгрии продолжались до 4 апреля 1945 года.
Венгерские войска продолжали сражаться на стороне немецких войск до конца войны. Потери вооружённых сил Венгрии на стороне стран «оси» на Восточном фронте в течение войны составили 809 066 военнослужащих убитыми, умершими от ран и болезней и пропавшими без вести, а также 513 766 пленными
Кроме того, граждане Венгрии служили в формированиях войск СС (весной 1944 года из венгерских добровольцев была сформирована 22-я добровольческая кавалерийская дивизия СС; в ноябре — декабре 1944 года были сформированы 25-я, 26-я и 33-я дивизии войск СС, а в 1945 году началось формирование 17-го венгерского корпуса СС). В общей сложности, в подразделениях и войсках СС служило до 40 тыс. венгров и 80 тыс. проживавших на территории Венгрии немцев-«фольксдойче».

### Венгерская народная армия
27 декабря 1944 года советским командованием было принято решение о создании железнодорожно-строительного отряда из венгерских военнослужащих. В дальнейшем, в середине января 1945 года на базе отряда началось формирование 1-й железнодорожно-строительной бригады, которое было завершено в феврале 1945 года. В составе бригады насчитывалось 4388 человек личного состава, командиром бригады являлся капитан Габор Дендеш.
В боях за Будапешт совместно с советскими войсками принимали участие 18 отдельных рот венгерских добровольцев, большинство из которых находилось в подчинении 83-й морской стрелковой бригады.
11 февраля 1945 года на сторону советских войск перешли 300 солдат и офицеров 6-го пехотного полка венгерской армии, в числе которых были командир полка — подполковник Оскар Варихази и несколько штабных офицеров. В дальнейшем, из венгерских солдат, перешедших на сторону СССР в ходе боёв за Венгрию, был сформирован Будайский добровольческий полк, командиром которого стал О. Варихази, его заместителем — Арпат Панграц. К моменту окончания боёв за Будапешт, полк насчитывал 2543 военнослужащих. В дальнейшем, полк участвовал в боевых действиях против немецких войск в Венгрии.
В целом, в январе — апреле 1945 года на 2-м Украинском фронте были созданы и действовали две (1-я и 3-я) венгерские железнодорожные бригады, а в начале мая 1945 года в состав 3-го Украинского фронта прибыли две (1-я и 6-я) венгерские дивизии. В боевых действиях на фронте 1-я и 6-я венгерские дивизии принять участие не успели, однако отдельные подразделения 6-й венгерской дивизии принимали участие в разоружении остаточных групп противника в Австрийских Альпах.
Кроме того, в Болгарской Народной Армии в конце войны служили свыше 2 500 венгров (шофёры, связисты, рабочие складов, медперсонал и проводники).
СССР оказал помощь в создании венгерских воинских частей — только в период до 1 мая 1945 года 2-й Украинский фронт передал Венгрии 12 584 винтовок и карабинов, 813 пулемётов, 149 миномётов, 57 артиллерийских орудий, 54 автомашины, а также инженерное и вещевое имущество, медикаменты и продовольствие.
В марте 1946 года участвовавшие в охране границ страны армейские подразделения ("войска охраны границы") составили отдельное командование пограничных войск Венгрии.
После подписания 10 февраля 1947 года на Парижской мирной конференции мирного договора началось создание частей венгерской армии, 1 июня 1951 года получившей наименование Венгерской Народной Армии (Magyar Néphadsereg).
- летом 1950 года в КНДР был направлен венгерский военно-медицинский персонал.
- 4 октября 1951 года в Сехешфехерваре было создано первое подразделение специального назначения — отдельный парашютно-десантный батальон.

В период правления М. Ракоши формирование венгерских вооружённых сил проходило по советскому образцу, в начале 1950-х гг. были введены форма и знаки различия по образцу советских.
В 1951 году на замену стального шлема немецкого образца была принята стальная каска образца 1950 года (выпуск которой был освоен на заводе Budafoki Zománcárugyár).
В период с мая 1955 г. до 1991 года Венгерская Народная Республика являлась членом Организации Варшавского договора.
В 1956 году части венгерской армии участвовали в подавлении антиправительственных вооружённых выступлений, 40 офицеров Венгерской Народной армии были награждены орденами Венгерской Народной Республики, свыше 9 тыс. военнослужащих ВНА были награждены медалями. Отличившийся в ходе боевых действий 37-й стрелковый полк, которым командовал майор Имре Ходошан, был преобразован в Будапештский революционный полк.
В дальнейшем была проведена военная реформа, в ходе которой численность вооружённых сил была сокращена и принята новая форма одежды военнослужащих (возвращена с некоторыми изменениями традиционная форма венгерской армии).
12 марта 1958 года был создан Спортивный комитет дружественных армий, участником которого стали вооружённые силы ВНР.
В 1959 году на VII съезде ВСРП была принята новая программа развития вооружённых сил.
В 1968 году венгерские войска участвовали в подавлении Пражской весны.
В 1976 году был принят «Закон о защите Родины», в соответствии с которым продолжительность срочной службы составляла два года.
По состоянию на начало 1985 года, вооружённые силы ВНР включали:
- сухопутные войска[50]
- войска противовоздушной обороны[50]
- военно-учебные заведения (Военная академия им. Миклоша Зриньи и три военных училища)[50]

Часть офицерского состава проходила повышение квалификации в военно-учебных заведениях СССР.

### C 1989 года
В октябре 1989 года правительство Венгрии приняло решение о преобразовании страны в парламентскую республику. Началась военная реформа.
15 марта 1990 года Венгерская Народная армия была переименована в Венгерскую армию (Magyar Honvédség).
19 ноября 1990 года страна подписала Договор об обычных вооружённых силах в Европе.
В дальнейшем, в 1990-е годы были предприняты значительные усилия для модернизации венгерской армии и переоснащения её по западным стандартам — прежде всего, с целью вхождения в НАТО. Это потребовало пересмотра принципов организации, военной доктрины и обучения.

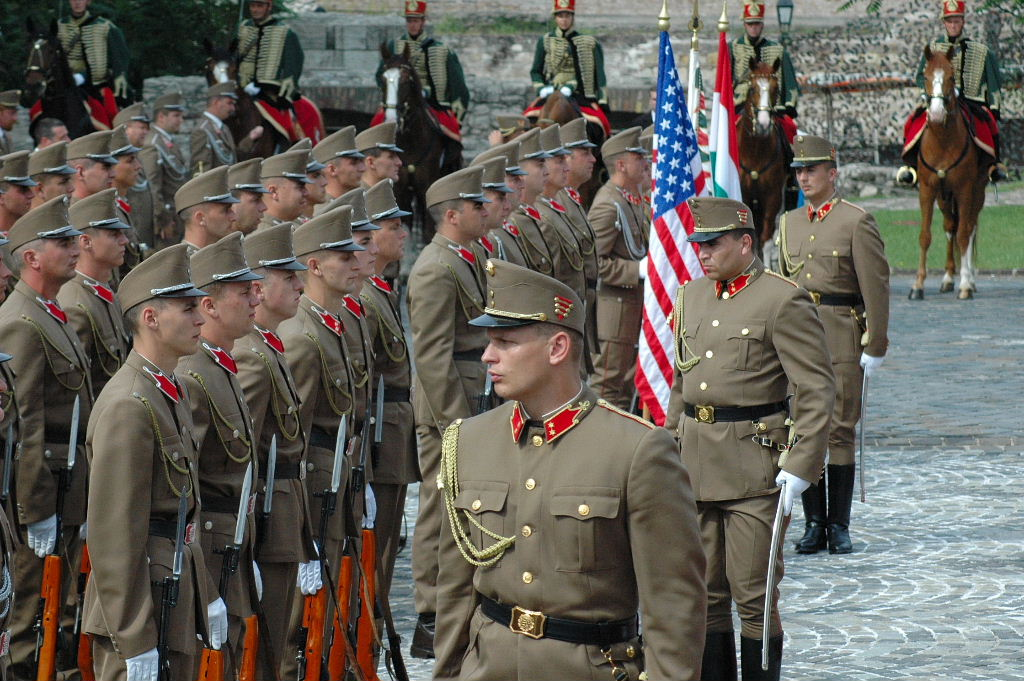
Почётный караул венгерской армии встречает президента США

С 1994 года Венгрия активно участвовала в программе НАТО «Партнёрство ради мира» (Partnership for Peace).
С 1996 года Венгрия участвует в военной операции под эгидой НАТО в Боснии. В ходе операции 29 сентября 2004 года в районе города Бихач в автоаварии погиб 1 и был ранен ещё 1 солдат Венгрии.
12 марта 1999 года Венгрия вступила в блок НАТО.
В ходе воздушной кампании НАТО против Югославии в 1999 году Венгрия предоставила в распоряжение НАТО свои аэродромы и службы тылового обеспечения.
После начала летом 1999 года операции НАТО по стабилизации обстановки в Косове и Метохии, Венгрия направила военнослужащих в состав контингента KFOR. В ходе операции, 22 мая 2013 года умер 1 сержант Венгрии, ещё несколько солдат были ранены и травмированы.
Правительство страны взяло на себя обязательство до 2006 года увеличить военные расходы до 2 % от ВВП с тем, чтобы уровень военных расходов соответствовал уровню стран НАТО.
С февраля 2003 года до июня 2021 года Венгрия принимала участие в войне в Афганистане. Также Венгрия принимала участие в войне в Ираке с июля 2003 года до 21 декабря 2004 года.
С 4 ноября 2004 года всеобщая воинская обязанность в Венгрии отменена, состоялся переход к контрактной армии.

## Современное состояние
Наиболее многочисленный вид вооружённых сил — Сухопутные войска. ВВС — вторые по численности. Кроме того, имеется «военно-речной» полк, патрулирующий Дунай.
Министр обороны Венгрии Ференц Дьюхач объявил[когда?] о сокращении численности Вооружённых сил с 30 тысяч до 22 тысяч, заявив, что Венгрии больше не надо укреплять вооружённые силы на границах государства, чтобы готовиться дать отпор предполагаемому противнику. Их цель — противостоять конфликтам и проявлениям терроризма внутри страны.
На вооружении находятся 30 основных танков Т-72.